# Tân Khánh Bà Trà

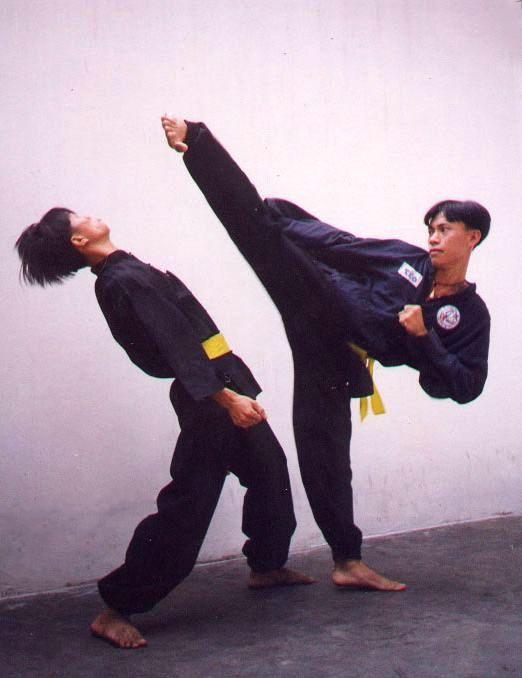
Một đòn đá thẳng trong võ Tân Khánh Bà Trà đang được các môn sinh luyện tập.

Tân Khánh Bà Trà hay Bà Trà - Tân Khánh hay Võ Lâm Tân Khánh Bà Trà (người nước ngoài gọi là Takhado) là một trong những hệ phái võ thuật thuộc Võ cổ truyền Việt Nam. Hệ phái có  xuất xứ từ Bình Định và được các võ sư trau chuốt qua nhiều thế hệ tại vùng đất mới ở miền Nam Việt Nam là làng Tân Khánh (nay là phường Tân Phước Khánh, thành phố Tân Uyên, tỉnh Bình Dương và phường Bình Chuẩn, thành phố Thuận An, tỉnh Bình Dương). Ngày 3 tháng 2 năm 2021, Bộ Văn hóa, Thể thao và Du lịch của chính phủ Cộng hòa Xã hội Chủ nghĩa Việt Nam đã ra quyết định công nhận môn Võ Lâm Tân Khánh Bà Trà là di sản văn hóa phi vật thể cấp quốc gia. Theo sau võ Bình Định được công nhận năm 2012 thì võ Tân Khánh Bà Trà là môn võ thứ 2 được công nhận di sản văn hóa cấp quốc gia này.

## Lịch sử
Bình Định là quê hương của những nhánh võ Tây Sơn nổi tiếng, gắn liền với Tây Sơn tam kiệt Nguyễn Nhạc, Nguyễn Huệ và Nguyễn Lữ. Sau khi Hoàng đế Gia Long đánh bại nhà Tây Sơn (1778-1820), nhiều người dân vùng đất này đã buộc phải di cư vào Nam trốn tránh sự thảm sát trả thù của Vương triều mới và lập ra làng Tân Khánh. Họ mang theo mình truyền thống thượng võ và những kỹ pháp võ thuật của quê hương Tây Sơn – Bình Định tới vùng đất mới, tiếp tục phát triển nó trong sự hòa trộn với những hệ thống kỹ thuật tại quê hương mới.
Giữa thế kỷ 19, dưới triều vua Tự Đức (1848 - 1883), nổ ra một sự kiện phản ánh rõ rệt tinh thần bất khuất của dân làng Tân Khánh: cuộc khởi nghĩa của dân làng Tân Khánh chống lại bè lũ quan lại thối nát tay sai của ngoại bang ở địa phương. Ngày nay nhiều người dân bản địa vẫn còn rất tự hào về sự kiện này và luôn nhắc về nó gắn liền với tên tuổi của một người phụ nữ tên là Võ Thị Trà. Bà vốn rất giỏi võ Tây Sơn, đã lãnh đạo cuộc khởi nghĩa trong 10 năm trời ròng rã từ năm 1850 và chấm dứt khi khi người Pháp xâm lược ba tỉnh miền Đông Nam Bộ. Vì vậy, vùng đất này, bao gồm cả làng Tân Khánh và làng Bình Chuẩn còn được gọi là "đất Bà Trà". Và cũng từ đây, người dân gọi phái võ truyền thống xuất phát từ Tân Khánh, Bình Chuẩn là "phái võ Bà Trà - Tân Khánh" hay "Tân Khánh Bà Trà". Thời đó, phái võ này được coi là một trong số rất ít phái võ cổ truyền có tiếng ở miền Nam Việt Nam. Võ Bình Định, võ Tân Khánh Bà Trà cũng đã nổi tiếng trong giới võ học Việt Nam.

## Đặc điểm

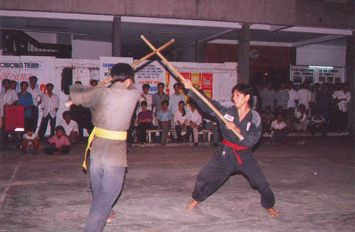
Hai môn sinh Tân Khánh Bà Trà đang luyện đấu tề mi côn.

Hình thành và phát triển trên quê hương mới, phái võ Tân Khánh Bà Trà ngoài các miếng võ của cư dân nơi đây sẳn có thì vẫn duy trì gần như tất cả những miếng võ cơ bản của võ Tây Sơn trong đó có những bài danh quyền như Ngọc Trản, Lão Mai, Thần Đồng, Thái Sơn ..., các bài côn như Tấn Nhứt , Tứ Môn, Thần Đồng, Thái Sơn, Ngũ Môn... và nhiều bài binh khí như: Siêu Thái Dương, Siêu Thái Âm, Bạch Hạc Song Kiếm, Mai Hoa đao,  Giáng Hoả Thương, Tứ Linh đao… Tuy nhiên các võ sư đã điều chỉnh và cải tiến các kỹ thuật đòn thế để phù hợp với vùng đất mới đồng thời gia tăng hiệu quả tính, nhanh hơn và mạnh mẽ hơn. Những bài thiệu dùng để dạy các võ sinh trong võ Tây Sơn cũng được trau truốt, một số bài có cả những câu mới được bổ sung.
Đặc trưng kỹ thuật của môn phái Võ Lâm Tân Khánh Bà Trà là lối tấn công phối hợp, liên hoàn những kỹ thuật đòn chân và đòn tay nhằm làm rối loạn sự phòng thủ của đối phương cũng như giúp cho sự tấn công đạt hiệu quả cao. Những đòn tay và đòn chân tung ra theo đường thẳng, có sức án ngự mọi sự tấn công đối phương được võ phái này chú trọng ngang với những đòn tay và đòn chân, cận chiến bằng kỹ thuật đầu gối, cùi chỏ, nắm đấm, cạnh bàn tay, ngón tay, ức bàn tay... Chính đặc điểm này đã giúp cho môn sinh của võ phái Võ Lâm Tân Khánh Bà Trà có khả năng chiến đấu trong mọi tình huống.
Binh khí của võ phái Võ Lâm Tân Khánh Bà Trà có đủ thập bát ban võ nghệ nhưng nổi tiếng nhất với roi và côn, là thứ binh khí làm từ nguyên liệu có sẵn tại địa phương như: tre, tầm vông, gỗ căm xe, gỗ mật cật... Nhiều bậc tiền bối của môn phái Võ Lâm Tân Khánh Bà Trà từng nổi danh với những đường roi, đường côn kỳ tuyệt đả bại nhiều cao thủ khắp lục tỉnh Nam Kỳ, cũng như đánh thú dữ giữ gìn thành quả lao động. Ngoài ra môn phái Võ Lâm Tân Khánh Bà Trà còn có thêm thập nhị phân cơ (tức là 12 loại binh khí phụ) bằng những vật dụng thô sơ sử dụng hàng ngày được các võ sư tiền bối sáng tạo và trau chuốt qua nhiều thế hệ như: khăn rằn, đòn gánh, đòn xóc. Hệ thống đai được sắp xếp từ thấp đến cao như sau:
- Huyền đai (đai đen)
- Thanh đai (đai xanh lá cây)
- Hồng đai (đai đỏ)
- Hoàng đai (đai vàng)
- Bạch đai (đai trắng)

## Các võ sư
Võ phái Tân Khánh Bà Trà có nhiều thế hệ anh tài nối tiếp nhau vang danh khắp Nam Bộ. Bà Võ Thị Trà, thường gọi tắt là Bà Trà, lẫy lừng một thời ở Tân Khánh chống lại bọn tham quan ô lại, để rồi tên địa danh được gắn thêm tên bà kể từ giữa sau thế kỷ 19. Hai anh em Võ Văn Ất (Hai Ất) và Võ Văn Giá (Ba Giá) và bà Võ Thị Vuông (Năm Vuông) từng làm rạng danh võ phái Tân Khánh Bà Trà với những lần đánh hổ. Những võ sư nổi tiếng khác trong vùng thời bấy giờ có thể kể tên: Hai Đước, Sáu Trực, Năm Nhị, Bảy Phiên và Năm Quy, mỗi người đều có những phong cách riêng với nhiều thành tích. 
Quyền sư Võ Văn Đước (Hai Đước) phá tan thế trận Mai Hoa Thung bảo vệ thanh danh xứ sở. Sáu Trực, một học trò của Hai Ất, tiếp nối truyền thống rực rỡ của thầy, đã truyền thụ võ công cho nhiều môn sinh trong số này có hai nhà chí sĩ yêu nước Nguyễn An Ninh và Phan Văn Hùm. Đệ nhất côn Đỗ Văn Mạnh (Năm Nhị) làm cho võ phái Tân Khánh Bà Trà nổi tiếng khắp Nam kỳ với cây trường côn khiến nhiều võ sĩ kinh hồn táng đởm. Trong khi đó Bảy Phiên và Năm Quy lại đóng góp cho sự phát triển của môn phái bằng cách đào tạo những môn sinh cho các cuộc đấu võ đài mà người Pháp tổ chức những năm 1930 - 1940, đồng thời rèn luyện kỹ pháp chiến đấu, giáo dục tinh thần yêu nước cho những người tham gia các phong trào khởi nghĩa chống Pháp nổ ra trong vùng .
Những năm 1950 phái Tân Khánh Bà Trà bước sang một giai đoạn mới. Nối tiếp truyền thống hào hùng của võ phái, lão võ sư Hồ Văn Lành (biệt danh Từ Thiện, môn đệ xuất sắc của Bảy Phiên và là cha của võ sư Hồ Tường sau này) đã rời quê hương lên Sài Gòn tham gia Tổng cuộc Quyền thuật Việt Nam, một tổ chức quần chúng được chính quyền Sài Gòn cho phép hoạt động dưới quyền Tổng nha Thanh niên của Bộ Văn hóa Giáo dục và Thanh niên. Tại đây, với tư cách là Ủy viên Ban Chấp hành Tổng Cuộc Quyền Thuật Việt Nam vài nhiệm kỳ (từ sau những năm 1960 đến 1975), võ sư Hồ Văn Lành đã nỗ lực giúp hòa nhập và phổ biến võ phái Tân Khánh Bà Trà vào cộng đồng võ thuật miền Nam. Cho đến năm 1994, khi đã 80 tuổi, lão võ sư Hồ Văn Lành đã truyền bá võ phái Tân Khánh Bà Trà tới hàng vạn môn sinh (các môn sinh nam mang họ Từ và các môn sinh nữ mang họ Hồ) và trang bị kỹ thuật đặc thù của môn phái cho họ. Gần 500 võ sĩ chuyên nghiệp đã được đào tạo trong đó có tới 100 võ sĩ nữ. Nhiều môn sinh đã trưởng thành, tiếp bước con đường truyền bá võ phái Tân Khánh Bà Trà cho các thế hệ nối tiếp ngay tại các quận, huyện của Thành phố Hồ Chí Minh, một số tỉnh thành Nam Bộ và cả ở nước ngoài.
Đến nay, võ phái Tân Khánh Bà Trà đã bước sang đời thứ năm: Anh em ông Ất, ông Giá được xếp vào hàng tiên sư, đời thứ nhất; kế đến Võ Văn Trực (Sáu Trực); Võ Văn Phiên (Bảy Phiên); Hồ Văn Lành (tức võ sư Từ Thiện). Hậu duệ đời thứ năm cũng là hậu duệ duy nhất còn lại biết các thế võ đánh cọp của môn phái này chính là Tiến sĩ văn hóa, Võ sư Hồ Tường - con trai võ sư Từ Thiện, hiện dạy võ từ thiện tại Thành phố Hồ Chí Minh.. 

## Đóng góp

Một lớp võ Tân Khánh Bà Trà không lấy học phí dành cho sinh viên.

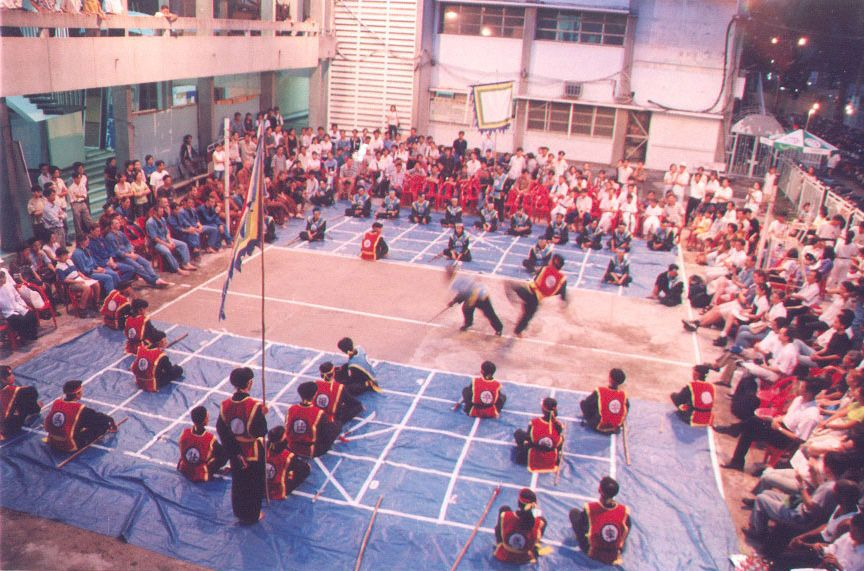
Một buổi thi đấu cờ người (kết hợp giữa thi đấu cờ tướng và biểu diễn võ thuật Tân Khánh Bà Trà.

Phái võ Tân Khánh Bà Trà đã đóng góp vào kho tàng võ học truyền thống của dân tộc nhiều kỹ thuật mới như các bài quyền Đồng Nhi quyền (còn gọi là Bát Tiên), Tấn Nhứt côn và đặc biệt là bài Tứ Linh đao.
Một số môn sinh xuất sắc của võ phái Tân Khánh Bà Trà đã từng tham gia thi đấu võ đài, đạt được nhiều huy chương vàng (Từ Thanh Nghĩa, Hồ Ngọc Thọ...), nhiều huy chương bạc (Từ Thanh Tòng, Từ Duy Tuấn, Từ Hoàng Út, Hồ Thanh Phượng...), nhiều huy chương đồng (Từ Hoàng Minh, Từ Phi Khanh...) trong các giải vô địch toàn quốc. Ba người (Từ Thanh Nghĩa, Từ Trung Tín, Từ Y Văn) đã từng được chọn đại diện cho toàn miền Nam thi đấu bảy trận toàn thắng trước các nhà vô địch của những nước Thái Lan, Lào, Campuchia. Các võ sĩ chưa từng nếm mùi thất bại liên tục trong mười trận đấu: Từ Hùng (từng là Phó giám đốc Sở Thể dục Thể thao tỉnh Tây Ninh), Hồ Hoàng Thủy, Từ Dũng, Hồ Hoàng Hạnh, Từ Bạch Long, Hồ Tố Nguyệt...Có người đã trưởng thành với tư cách một chưởng môn của một võ phái mà nhiều kỹ thuật của võ phái có nguồn gốc từ Tân Khánh Bà Trà như Hồ Hoa Huệ , Nguyễn Hồng Đỏ.
Sau giải phóng năm 1975 các lớp môn đệ của võ sư Hồ Văn Lành tiếp tục tham gia phong trào phát triển võ Tân Khánh Bà Trà ở nhiều tỉnh thành như: Thành phố Hồ Chí Minh và Bình Dương ( Võ sư: Hồ Tường), Lâm Đồng (Võ sư: Nguyễn Việt Hùng), Kiên Giang (Võ sư: Trần Tấn Phước - Từ Phi Khanh), Đồng Tháp (Võ sư Tống Phúc - Từ Phúc), Đồng Nai ( Võ sư: Nguyễn Xuân Hiển - Từ Phi Hiển). Đặc biệt năm 1993 tại Hội nghị chuyên môn toàn quốc lần 1 do Liên đoàn Võ thuật Cổ truyền Việt Nam tổ chức tại Thành phố Hồ Chí Minh, đã chọn bài Tứ Linh đao (do Võ sư Hồ Tường sáng tạo, là bài đơn đao trẻ tuổi nhất trong những bài quyền và binh khí thống nhất của Liên đoàn Võ thuật Cổ truyền Việt Nam) làm một trong những bài Quốc võ nhằm đưa bài vào bảo tồn, phát huy và giới thiệu với bạn bè năm châu. 
Đến nay năm 2021 các thế hệ học trò của nhiều thế hệ võ sư của môn phái đã phát triển mạnh mẽ võ Tân Khánh Bà Trà rộng khắp các tỉnh thành như: Tp.Hồ Chí Minh, Đồng Nai, Bình Dương, Bình Phước, Tây Ninh, Long An, Tiền Giang, Bến Tre, Đồng Tháp, Kiên Giang, An Giang, Lâm Đồng, Đăk Lăk, Bình Thuận, Nghệ An...Góp phần làm rạng danh môn phái Võ Lâm Tân Khánh Bà Trà nói riêng và Võ cổ truyền Việt nam nói chung.

## Giai thoại
- Theo một tờ nhật báo Việt Nam phát hành cách nay đã lâu thì "ông Cả Đại ở Thủ Dầu Một nhảy qua nóc nhà ngói một cách dễ dàng và con gái của ông ta chỉ đại được một phần công phu của cha mà đã nhảy qua được cây rơm" [10]
- Người dân Sông Bé tự hào vì "làng Tân Khánh đã có một cô gái trẻ, với võ thuật Tân Khánh Bà Trà, đã đơn thương giết chết cọp, khiến ngoại bang hết lòng khâm phục"[11].
- "Tôi nghĩ đến danh đồn võ ta ở Bà Trà Tân khánh đánh cọp rất hay, mà nếu không sao dám đánh với cọp dữ? Thử hỏi võ Đại Hàn, võ Nhu Đạo, võ đánh Bóc có dám đứng nhìn khi gặp cọp trong rừng không?" [12].
- Sáng ngày 29 tháng 5 năm 2009, thực hiện sự chỉ đạo của Tỉnh Uỷ và Ủy ban Nhân dân tỉnh Bình Dương, Sở Khoa học Công nghệ và Môi trường tỉnh Bình Dương đã thông qua công trình nghiên cứu "Bảo tồn và phát huy võ thuật Tân Khánh Bà Trà - Bình Dương" do Tiến sĩ Hồ Sơn Diệp làm chủ nhiệm công trình, Tiến sĩ văn hóa - Võ sư Hồ Tường là một trong những thành viên trực tiếp thực hiện công trình. Công trình "Bảo tồn và phát huy võ thuật Tân Khánh Bà Trà - Bình Dương" dự kiến sẽ tiến hành trong vòng 18 tháng.
- Giai thoại Cọp Bàu Lòng - Võ Tòng Tân Khánh: Sau khi tiêu diệt ba con cọp dữ ở Hố Ngỡi (nay là Tân Vĩnh Hiệp, thành phố Tân Uyên, Bình Dương), danh tiếng võ nghệ của hai anh em ông Võ Văn Ất (Hai Ất) và Võ Văn Giáp (Ba Giáp) - đệ tử chân truyền của bà Võ Thị Trà vang danh khắp vùng. Xứ Bàu Lòng (Chơn Thành, Bình Phước) nhiều năm bị cọp về làng bắt bò, heo... của dân làng nên cai tổng liền cử người đi mời hai ông Ất, Giáp về trị cọp.[8]
- Võ Thị Vuông (Năm Vuông) - con gái ông Võ Văn Ất (hai Ất) đánh cọp nhân lễ khai thị Chợ Bến Thành vào tháng 3 năm 1914. Trận đấu này cũng được đề cập trong Quyển sách Những môn võ bí truyền trên thế giới nguyên tác tiếng Anh (John F. Gilbey, bản dịch tiếng Việt của hai tác giả Lạc Hà và Phạm Xuân Thảo, do nguyệt san Võ thuật xuất bản tại Sài Gòn năm 1970).[13]
- "Theo một tờ nhật báo Việt Nam phát hành cách nay đã lâu thì ông Cả Đại ở Thủ Dầu Một nhảy qua nóc nhà ngói một cách dễ dàng và con gái của ông ta chỉ đại được một phần công phu của cha mà đã nhảy qua được cây rơm" (Từ Hải (tức Hàng Thanh - chú thích của tôi), trong bài "Thi võ đời Gia Long, báo Võ Thuật, số 4, bộ I, ngày 1/4/1969, trang 22).
- Nguyệt san Võ Thuật, trong bài" Võ Thuật sống còn, sống mạnh, sống mãi", báo Võ Thuật, số 5, bộ II, ngày 1/7/1970, trang 1.
- "Tôi nghĩ đến danh đồn võ ta ở Bà Trà Tân khánh đánh cọp rất hay, mà nếu không sao dám đánh với cọp dữ? Thử hỏi võ Đại Hàn, võ Nhu Đạo, võ đánh "Bóc" có dám đứng nhìn khi gặp cọp trong rừng không?" (Hàng Thanh, trong bài "Võ Việt Nam, võ ngoại quốc: võ nào trọng? võ nào khinh?", báo Võ Thuật, số 22, bộ III, ngày 1/1/1971, trang 9}.
- Trong bài "Xuyên qua các lò võ: Võ đường Từ Thiện, nơi đào tạo nhiều nữ võ sĩ nhất", báo Thao Trường, số 362, ngày 8/7/1971, tráng 11,12 và 22.
- "Người dân Sông Bé càng tự hào hơn vì Việt Nam - làng Tân Khánh - đã có một cô gái trẻ, với võ thuật Tân Khánh Bà Trà, đã đơn thương giết chết cọp, khiến ngoại bang hết lòng khâm phục" (Tứ Lang, trong bài "Người Sông Bé đánh cọp", báo Sông Bé, số 450, ngày 1/2/1986.
- "Riêng ở miền Nam, nổi danh nhất về nghề võ rừng, thật sự là ở miền Tân Khánh Bà Trà" (Trần Tuấn Kiệt, trong "Lời nói đầu", sách "Thiếu Lâm tự học", Nhà sách Khai Trí xuất bản, Sài Gòn, 1969, trang 17).
- Vũ Thuật, trong bài "Quyền sư ở Nam Việt", trong sách "Những môn võ bí truyền trên thế giới" của Lạc Hà và Phạm Xuân Thảo, Báo Võ Thuật xuất bản, Sài Gòn, 1970, trang 159, 160, 161).
- "Miền Nam này nói đến võ thuật thì ai cũng không quên Tân Khánh. Các tay võ Tân Khánh vang lừng tên tuổi, dân làng Tân Khánh, gái như trai đều thông thạo ít nhiều miếng võ nghệ siêu quần đã một thời gian làm chói rạng thinh danh của miền Nam nước Việt" (Hoài Phong, "Tự học võ thuật Tân Khánh", Nhà xuất bản Tân Khánh, Gia Định, 1971, trang 1).
- Hàng Thanh và Phương Thái Không đại sư, "Tự luyện Thiết Sa Chưởng", Báo Võ Thuật xuất bản, Sài Gòn, 1972, tráng 101-102).
- "Ngũ lộ mai hoa quyền đó chính là bài đã in trong "Võ thuật Tân Khánh", nhưng hơi chút khác biệt", Nam Anh, "Võ Đang chân truyền", Đất Việt tái bản, Sài Gòn, 1973, trang 1).
- "Ta thấy rõ: võ Bình Định khác với võ Sơn Tây, võ Quảng Nam khác với võ Thanh Nghệ, võ Gia Định khác với võ Hà Đông, võ Mười Tám Thôn Vườn Trầu khác với võ Tân Khánh, tuy cùng chung một xuất xứ là võ Việt Nam", Lê Sáng, "Việt Võ Đạo với thế hệ thanh niên hiện tại", Tổng Cục Huấn Luyện Vovinam xuất bản, Sài Gòn, 1975, trang 8).
- "Riêng môn tự vệ ở tại quê hương Việt Nam ta thì thật là dồi dào, do đó các bạn tùy nghi có thể tập: Nhu đạo, Aikido, Taekwondo, Karaté, Thiếu Lâm, Võ cổ truyền Việt Nam, Bình Định, Bà Trà Tân Khánh, các bạn võ tự do đấu đài, Quyền Anh.v.v...Môn nào cũng tốt", Lịch Sơn, "Tự luyện thể dục và tự vệ, Tân Quang xuất bản, Sài Gòn, 1974, tràng 21).
- "Chúng tôi có nghiên cứu qua một số các môn võ ngoại quốc thời danh và nhận thấy trong võ thuật Việt Nam do tổ tiên truyền lại hàng mấy ngàn năm hay mấy trăm năm như: Võ Lâm, Võ Kinh, Võ Truyền, Võ Biền, Võ Gò Công, Võ Bình Định, Võ Tây Sơn, Võ Hùng Vương, Võ Nghệ, Võ Bến Tre, võ Bà Trà Tân Khánh, võ Thất Sơn... cũng có những đòn thế, những nguyên tắc chiến đấu gần giống với các môn võ ngoại quốc. Giống mà hơi khác (đồng nhi dị)! Chỗ hơi khác đó lại làm cho ta thích thú hơn vì nó làm cho võ tổ tiên thích hợp đặc biệt với cá tính và thể chất của dân tộc ta và sức khỏe giống nòi ta", Hùng Phong, "Tự luyện võ tự do", Tân Quang xuất bản, Sài Gòn, 1974, trang 145).
- Từ những năm 1980 trở lại đây cũng còn nhiều sách, báo đề cập đến môn võ Tân Khánh Bà Trà. Riêng sách "Lược sử võ thuật cổ truyền Việt Nam" của Mai Văn Muôn, Chu Quang Trứ, Ngô Xuân Bính và Đỗ Hóa, do NXB TDTT xuất bản khoảng năm 1996, dành gần 10 trang để giới thiệu môn phái võ võ Tân Khánh Bà Trà.
- Những thập niên gần đây công nghệ Internet phát triển, nhiều báo đài có viết về võ Tân Khánh Bà Trà, các bạn xem trên google rất nhiều.